# Lijst van voetbalinterlands China - Tunesië
Deze lijst van voetbalinterlands is een overzicht van alle officiële voetbalwedstrijden tussen de nationale teams van China en Tunesië. De landen speelden tot op heden een keer tegen elkaar. Dat was een vriendschappelijke wedstrijd op 31 maart 2015 in Nanjing.

## Wedstrijden
| № | Plaats  | Datum         | Competitie        | Wedstrijd       | Uitslag |
| - | ------- | ------------- | ----------------- | --------------- | ------- |
| 1 | Nanjing | 31 maart 2015 | Vriendschappelijk | China – Tunesië | 1 – 1   |

## Samenvatting
| Competitie        | Totaal gespeeld | Winst China | Gelijk | Winst Tunesië | Doelsaldo China – Tunesië |
| ----------------- | --------------- | ----------- | ------ | ------------- | ------------------------- |
| Vriendschappelijk | 1               | 0           | 1      | 0             | 1 − 1                     |
| Totaal            | 1               | 0           | 1      | 0             | 1 − 1                     |

Wedstrijden bepaald door strafschoppen worden, in lijn met de FIFA, als een gelijkspel gerekend.

## Details

### Eerste ontmoeting
| Vriendschappelijk (scheidsrechter Kim Jong-hyeok, Nanjing, China, 31 maart 2015):                                                   |              | |
| China | 1 – 1        | Tunesië |
| Yu Dabao 90+4' | goals        | 39' Mohamed Ali Moncer |
| Alain Perrin | bondscoach   | Georges Leekens |
| Wang Dalei Jiang Zhipeng Ren Hang Feng Xiationg 46' Ji Xiang Cai Huikang Yu Hanchao 66' Wu Xi 49' Liu Jianye Wu Lei 77' Yang Xu 46' | opstellingen | Farouk Ben Mustapha Oussama Haddadi 56' Chamseddine Dhaouadi 60' Aymen Abdennour 46' Maher Hannachi Hocine Ragued 35' Änis Ben-Hatira 75' Ferjani Sassi Mohamed Goualda Saber Khalifa 90+1' Taha Yassine Khenissi |
| Gao Lin 46' Mei Fang 46' Yu Hai 49' Zhang Chiming 66' Piao Cheng 66' Yu Dabao 77'                                                   | wissels      | 35' Mohamed Ali Moncer 46' Hamza Mathlouthi 56' Syam Ben Youssef 60' Mohamed Ali Yaakoubi 75' Mohamed Larbi 90+1' Amir Omrani                                                                                     |
| - Wang Dalei (China) mist in de 52ste minuut een strafschop.                                                                        |              | |

CFA · A-internationals · Selecties · Bondscoaches · Statistieken · Chinees vrouwenelftal · China U21 · China U20 · China U19 · China U18 · China U17
1948 – 1969 · 
1970 – 1979 · 
1980 – 1989 · 
1990 – 1999 · 
2000 – 2009 · 
2010 – 2019 ·
2020 − 2029
Azië Cup 1976 · 
Azië Cup 1980 · 
Azië Cup 1984 · 
Azië Cup 1988 · 
Azië Cup 1992 · 
Azië Cup 1996 · 
Azië Cup 2000 · 
Azië Cup 2004 · 
Azië Cup 2007 · 
Azië Cup 2011
WK 2002
OS 1988 · 
OS 2008
1948 · 
1949–1951 · 
1952 · 
1953–1955 · 
1956 · 
1957 · 
1958 · 
1959 · 
1960 · 
1961–1962 · 
1963 · 
1964 · 
1965 · 
1966 · 
1967–1970 · 
1971 · 
1972 · 
1973 · 
1974 · 
1975 · 
1976 · 
1977 · 
1978 · 
1979 · 
1980 · 
1981 · 
1982 · 
1983 · 
1984 · 
1985 · 
1986 · 
1987 · 
1988 · 
1989 · 
1990 · 
1991 · 
1992 · 
1993 · 
1994 · 
1995 · 
1996 · 
1997 · 
1998 · 
1999 · 
2000 · 
2001 · 
2002 · 
2003 · 
2004 · 
2005 · 
2006 · 
2007 · 
2008 · 
2009 · 
2010 · 
2011 · 
2012 · 
2013 · 
2014 ·
2015 ·
2016 ·
2017 ·
2018 ·
2019 ·
2020 ·
2021
Afghanistan ·
Albanië ·
Algerije ·
Andorra ·
Argentinië ·
Australië ·
Bahrein ·
Bangladesh ·
Bhutan ·
Bosnië en Herzegovina ·
Botswana ·
Brazilië ·
Brunei ·
Cambodja ·
Canada ·
Chili ·
Colombia ·
Congo-Kinshasa ·
Costa Rica ·
Cuba ·
Duitsland ·
Egypte ·
El Salvador ·
Engeland ·
Estland ·
Fiji ·
Filipijnen ·
Finland ·
Frankrijk ·
Gambia ·
Ghana ·
Groot-Brittannië ·
Guam ·
Guinee ·
Haïti ·
Honduras ·
Hongarije ·
Hongkong ·
Ierland ·
IJsland ·
India ·
Indonesië ·
Irak ·
Iran ·
Italië ·
Jamaica ·
Japan ·
Jemen ·
Joegoslavië ·
Jordanië ·
Kazachstan ·
Kenia ·
Kirgizië ·
Koeweit ·
Kroatië ·
Laos ·
Letland ·
Libanon ·
Liechtenstein ·
Macau ·
Malediven ·
Maleisië ·
Mali ·
Marokko ·
Mexico ·
Myanmar ·
Nederland ·
Nepal ·
Nieuw-Zeeland ·
Noord-Korea ·
Noord-Macedonië ·
Noorwegen ·
Oezbekistan ·
Oman ·
Pakistan ·
Palestina ·
Papoea-Nieuw-Guinea ·
Paraguay ·
Peru ·
Polen ·
Portugal ·
Qatar ·
Roemenië ·
Saoedi-Arabië ·
Senegal ·
Servië ·
Servië en Montenegro ·
Sierra Leone ·
Singapore ·
Slovenië ·
Soedan ·
Somalië ·
Sovjet-Unie ·
Spanje ·
Sri Lanka ·
Syrië ·
Tadzjikistan ·
Tanzania ·
Thailand ·
Trinidad en Tobago ·
Tsjechië ·
Tunesië ·
Turkije ·
Turkmenistan ·
Uruguay ·
Venezuela ·
Verenigde Arabische Emiraten ·
Verenigde Staten ·
Vietnam ·
Wales ·
Zambia ·
Zimbabwe ·
Zuid-Korea ·
Zweden ·
Zwitserland
Brazilië (2002) · 
Costa Rica (2002)
FTF · A-internationals · Selecties · Bondscoaches · Tunesisch vrouwenelftal · Olympisch elftal · Tunesië U21 · Tunesië U20 · Tunesië U19 · Tunesië U18 · Tunesië U17
1950 – 1959 · 
1960 – 1969 · 
1970 – 1979 · 
1980 – 1989 · 
1990 – 1999 · 
2000 – 2009 · 
2010 – 2019 ·
2020 − 2029
WK 1978 · 
WK 1998 · 
WK 2002 · 
WK 2006 · 
WK 2018
OS 1960 · 
OS 1988 · 
OS 1996 · 
OS 2004
1957 · 
1958 · 
1959 · 
1960 · 
1961 · 
1962 · 
1963 · 
1964 · 
1965 · 
1966 · 
1967 · 
1968 · 
1969 · 
1970 · 
1971 · 
1972 · 
1973 · 
1974 · 
1975 · 
1976 · 
1977 · 
1978 · 
1979 · 
1980 · 
1981 · 
1982 · 
1983 · 
1984 · 
1985 · 
1986 · 
1987 · 
1988 · 
1989 · 
1990 · 
1991 · 
1992 · 
1993 · 
1994 · 
1995 · 
1996 · 
1997 · 
1998 · 
1999 · 
2000 · 
2001 · 
2002 · 
2003 · 
2004 · 
2005 · 
2006 · 
2007 · 
2008 · 
2009 · 
2010 · 
2011 · 
2012 · 
2013 · 
2014 · 
2015 · 
2016 ·
2017 ·
2018 ·
2019 ·
2020 ·
2021 ·
2022 ·
2023 ·
2024
Algerije ·
Angola ·
Argentinië ·
Australië ·
Bahrein ·
België ·
Benin ·
Bosnië en Herzegovina ·
Botswana ·
Brazilië ·
Bulgarije ·
Burkina Faso ·
Burundi ·
Canada ·
Centraal-Afrikaanse Republiek ·
Chili ·
China ·
Colombia ·
Comoren ·
Congo-Brazzaville ·
Congo-Kinshasa ·
Costa Rica ·
Denemarken ·
Djibouti ·
Duitse Democratische Republiek ·
Duitsland ·
Egypte ·
Engeland ·
Equatoriaal-Guinea ·
Ethiopië ·
Finland ·
Frankrijk ·
Gabon ·
Gambia ·
Georgië ·
Ghana ·
Guinee ·
Ierland ·
IJsland ·
Irak ·
Iran ·
Italië ·
Ivoorkust ·
Japan ·
Joegoslavië ·
Jordanië ·
Kaapverdië ·
Kameroen ·
Kenia ·
Koeweit ·
Kroatië ·
Letland ·
Libanon ·
Liberia ·
Libië ·
Madagaskar ·
Malawi ·
Mali ·
Malta ·
Marokko ·
Mauritanië ·
Mauritius ·
Mexico ·
Mozambique ·
Namibië ·
Nederland ·
Nieuw-Zeeland ·
Niger ·
Nigeria ·
Noorwegen ·
Oeganda ·
Oekraïne ·
Oman ·
Oostenrijk ·
Panama ·
Peru ·
Polen ·
Portugal ·
Qatar ·
Roemenië ·
Rusland ·
Rwanda ·
Saoedi-Arabië ·
Sao Tomé en Principe ·
Senegal ·
Servië en Montenegro ·
Seychellen ·
Sierra Leone ·
Slovenië ·
Soedan ·
Somalië ·
Sovjet-Unie ·
Spanje ·
Swaziland ·
Syrië ·
Tanzania ·
Togo ·
Tsjaad ·
Turkije ·
Uruguay ·
Verenigde Arabische Emiraten ·
Verenigde Staten ·
Wales ·
Wit-Rusland ·
Zambia ·
Zimbabwe ·
Zuid-Afrika ·
Zuid-Jemen ·
Zuid-Korea ·
Zweden ·
Zwitserland
België (2018) ·
Engeland (2018) ·
Oekraïne (2006) ·
Panama (2018) ·
Saoedi-Arabië (2006) · 
Spanje (2006)